# Liste des longs métrages paraguayens proposés à l'Oscar du meilleur film international
Cet article présente la liste des longs métrages paraguayens proposés à l'Oscar du meilleur film international.

## Films proposés par le Paraguay
| Année (Cérémonie) | Titre français                    | Titre original                 | Langue(s)         | Réalisateur                               | Résultat   |
| ----------------- | --------------------------------- | ------------------------------ | ----------------- | ----------------------------------------- | ---------- |
| 2016 (88e)        | El tiempo nublado                 | El tiempo nublado              | espagnol          | Arami Ullon                               | Non nommé  |
| 2018 (90e)        | Los Buscadores (es)               | Los Buscadores (es)            | espagnol          | Juan Carlos Maneglia (es), Tana Schembori | Non nommé  |
| 2019 (91e)        | Les Héritières                    | Las herederas                  | espagnol          | Marcelo Martinessi                        | Non nommé  |
| 2021 (93e)        | Matar a un muerto (es)            | Matar a un muerto (es)         | espagnol, guarani | Hugo Giménez                              | Non nommé  |
| 2022 (94e)        | Apenas el sol (es)                | Apenas el sol (es)             | ayoreo, espagnol  | Arami Ullón                               | Non nommé  |
| 2023 (95e)        | Eami, la mémoire de la forêt (es) | Eami                           | ayoreo            | Paz Encina                                | Non nommé  |
| 2024 (96e)        | Leal 2, Comando Yaguareté (es)    | Leal 2, Comando Yaguareté (es) | espagnol          | Armando Aquino, Mauricio Rial             | Non nommé  |
| 2025 (97e)        | Los últimos                       | Los últimos                    | espagnol, guarani | Sebastián Peña Escobar                    | En attente |